# سامویل (روستا)
سامویل (به بلغاری: Samuil) یک منطقهٔ مسکونی در بلغارستان است که در رازگراد واقع شده‌است.
 سامویل  ۱٬۵۴۳ نفر جمعیت دارد و ۵۰۱ متر بالاتر از سطح دریا واقع شده‌است.